# FC TVMK Tallinn
FC TVMK Tallinn a fost un club de fotbal din Estonia, din orașul Tallinn, care a jucat în Meistriliiga. A fost fondată în 1951, deși de-a lungul istoriei sale a suferit mai multe refondări și schimbări de nume.

## Istoria clubului
TVMK este unul dintre cele mai vechi cluburi de fotbal din Estonia. A fost restaurat în formatul actual în 1997, dar predecesorul său cu același nume a fost fondat încă din 1951, care reprezenta fabrica de placaj și mobilier din Tallinn. Literele TVMK provin din cuvintele Tallinna Vineeri - ja Mööblikombinaat. De când Estonia și-a recâștigat independența, echipa a fost una dintre echipele de top din aceea perioadă, de asemenea a câștigat și câteva medalii pe plan intern. În perioada sovietică, echipa a câștigat campionatul de două ori, în 1990 și 1991, și o cupă în 1991 , iar în era estonă, echipa a câștigat campionatul pentru prima și singura dată în 2005 . De asemenea, a câștigat cupa și supercupa Estoniei de trei ori, respectiv de două ori . Echipa și-a disputat meciurile de acasă pe stadionul Kadriorg, o facilitate împărtășită cu Levadia Tallinn, concetățeni și principali rivali.  TVMK a jucat optsprezece sezoane în Meistriliiga între 1992 și 2008, și de treisprezece ori a terminat în primele 3 locuri. Din sezonul 2002/03, clubul a participat în fiecare an pentru competițiile europene, dar a fost întotdeauna eliminat în prima rundă. Culorile clubului erau albastru și alb.
În sezonul 2008, clubul a întâmpinat dificultăți financiare. Deși a jucat în toate etapele din campionat, la sfârșitul sezonului, atât echipa reprezentativă din liga principală, cât și cea de-a doua echipă din a doua cea mai înaltă ligă, au încetat să mai existe. La 6 noiembrie 2008, în legătură cu decizia de lichidare a clubului de către fondatorii săi din cauza lipsei de bani, Asociația de Fotbal din Estonia a revocat licența profesională a clubului. În campionatul din 2008, TVMK a ocupat locul trei, dar clubul a fost trimis pe ultimul loc în clasament și a fost eliminat din  prima ligă, dar alte cluburi din prima ligă au decis ca fotbaliștii și antrenorii TVMK să primească în continuare o medalie de bronz.
Pe parcursul istorii sale, TVMK a fost cunoscut sub numeroase nume. În 1992 și-a schimbat numele în TVMV, în 1993 Nikol Tallinn, în 1995 Lantana-Marlekor, în 1996 Tevalte-Marlekor, s-a separat mai târziu și TVMK a continuat sub numele FC  Marlekor, înainte de a reveni la numele actual în 1997.

## Realizări
| Liga URSS | Sezon   | Total cluburi | Poziția terminată | Puncte | V – E – P  |
| --------- | ------- | ------------- | ----------------- | ------ | ---------- |
| URSS      | 1987–88 | 12            | 6                 | 26     | 11 – 4 – 7 |
| URSS      | 1988–89 | 12            | 2                 | 35     | 16 – 3 – 3 |
| URSS      | 1989–90 | 12            | 1                 | 37     | 16 – 5 – 1 |
| URSS      | 1990–91 | 13            | 1                 | 39     | 18 – 3 – 3 |

| Liga estonă  | Sezon   | Total cluburi | Poziția terminată | Puncte | V – E – P  |
| ------------ | ------- | ------------- | ----------------- | ------ | ---------- |
| Meistriliiga | 1991–92 | 8             | 3                 | 17     | 7 – 3 – 3  |
| Meistriliiga | 1992–93 | 12            | 3                 | 33     | 15 – 3 – 4 |
| Meistriliiga | 1993–94 | 12            | 3                 | 33     | 15 – 3 – 4 |
| Meistriliiga | 1994–95 | 8             | 2                 | 40     | 17 – 5 – 2 |
| Meistriliiga | 1995–96 | 8             | 3                 | 31     | 13 – 2 – 9 |
| Meistriliiga | 1996–97 | 8             | 5                 | 19     | 8 – 6 – 10 |
| Meistriliiga | 1997–98 | 8             | 6                 | 13     | 6 – 2 – 16 |

| Liga estonă  | Sezon | Total cluburi | Poziția terminată | Puncte | V – E – P   |
| ------------ | ----- | ------------- | ----------------- | ------ | ----------- |
| Meistriliiga | 1998  | 8             | 6                 | 13     | 3 – 4 – 7   |
| Meistriliiga | 1999  | 8             | 5                 | 30     | 7 – 9 – 12  |
| Meistriliiga | 2000  | 8             | 3                 | 48     | 14 – 6 – 8  |
| Meistriliiga | 2001  | 8             | 2                 | 56     | 16 – 8 – 4  |
| Meistriliiga | 2002  | 8             | 3                 | 53     | 16 – 5 – 7  |
| Meistriliiga | 2003  | 8             | 2                 | 65     | 20 – 5 – 3  |
| Meistriliiga | 2004  | 8             | 2                 | 63     | 19 – 6 – 3  |
| Meistriliiga | 2005  | 10            | 1                 | 95     | 30 – 5 – 1  |
| Meistriliiga | 2006  | 10            | 4                 | 72     | 22 – 6 – 8  |
| Meistriliiga | 2007  | 10            | 3                 | 79     | 25 – 4 – 7  |
| Meistriliiga | 2008  | 10            | 3                 | 66     | 20 – 6 – 10 |

## Palmares
| Național | Liga estonă        | Cea mai bună clasare | Sezoane                                        |
| -------- | ------------------ | -------------------- | ---------------------------------------------- |
| Național | Prima ligă         | Campioni             | 2005                                           |
| Național | Prima ligă         | Locul :              | 1995, 2001, 2003, 2004                         |
| Național | Prima ligă         | Locul :              | 1992, 1993, 1994, 1996, 2000, 2002, 2007, 2008 |
| Național | Cupa Estoniei      | Campioni             | 1993, 2003, 2006                               |
| Național | Cupa Estoniei      | Finalistă :          | 1995, 2004, 2005                               |
| Național | Supercupa Estoniei | Campioni             | 2005, 2006                                     |
| Național | Supercupa Estoniei | Finalistă :          | 2003                                           |

| URSS | Liga URSS | Cea mai bună clasare | Sezoane    |
| ---- | --------- | -------------------- | ---------- |
| URSS | Liga URSS | Campioni             | 1990, 1991 |
| URSS | Liga URSS | Locul :              | 1989       |
| URSS | Cupa URSS | Campioni             | 1991       |
| URSS | Cupa URSS | Finalistă :          | 1988       |

## Finale
| 1993 | TVMK Tallinn | 0 - 0 (4-2) | Norma | 1995 | TVMK Tallinn | 0 - 2 | Flora   | 2005 | TVMK Tallinn | 1 - 0       | Levadia | 2003 | TVMK Tallinn | 1 - 3 | Flora |
| 2003 | TVMK Tallinn | 2 - 2 (4-1) | Flora | 2004 | TVMK Tallinn | 0 - 3 | Levadia | 2006 | TVMK Tallinn | 1 - 1 (3-2) | Flora   |      |              |       |       |
| 2006 | TVMK Tallinn | 1 - 0       | Flora | 2005 | TVMK Tallinn | 0 - 1 | Levadia |      |              |             |         |      |              |       |       |

## Semifinale
| 2006 | TVMK Tallinn | 3 - 2 | Narva Trans     |
| 2005 | TVMK Tallinn | 5 - 1 | Narva Trans     |
| 2004 | TVMK Tallinn | 5 - 4 | Narva Trans     |
| 2003 | TVMK Tallinn | 4 - 3 | Narva Trans     |
| 1995 | TVMK Tallinn | 3 - 1 | Narva Trans     |
| 1993 | TVMK Tallinn | 2 - 1 | Eesti Põlevkivi |

| 2007 | TVMK Tallinn | 0 - 1    | Levadia         |
| 2002 | TVMK Tallinn | 3 - 3    | Levadia Maardu  |
| 2000 | TVMK Tallinn | 1 - 5    | Levadia         |
| 1999 | TVMK Tallinn | No score | Tulevik         |
| 1997 | TVMK Tallinn | 0 - 4    | Lantana         |
| 1996 | TVMK Tallinn | 1 - 2    | Eesti Põlevkivi |